# Karol Tulszycki
Karol Tulszycki (ur. 28 stycznia 1832, zm. 25 stycznia 1888 w Grybowie) – farmaceuta, działacz społeczny, żołnierz Legionów Polskich na Węgrzech, powstaniec styczniowy.

## Życiorys
Karol Tulszycki brał ochotniczy udział w powstaniu węgierskim 1848 roku, jako oficer kawalerii w korpusie Damianicza. Po upadku powstania wstąpił do armii austriackiej, osiągając stopień nadporucznika (Oberleutnant). W 1863 roku przedostał się do Królestwa Polskiego i dołączył jako kapitan do armii powstańczej. Po upadku powstania styczniowego powrócił do Galicji, podejmując pracę jako praktykant aptekarski w aptece Walerego Rogawskiego (także byłego powstańca) w Gorlicach. Po zaliczeniu wymaganych egzaminów ukończył w 1870 roku studia farmaceutyczne na Uniwersytecie Lwowskim.
W 1871 roku uzyskał koncesję na otwarcie i prowadzenie apteki w Grybowie. Aby spłacić zaciągnięty na jej uruchomienie dług, pracował równocześnie jako zarządca destylarni ropy naftowej w Siarach. Zaangażował się również w działalność społeczną: w 1876 roku został pierwszym prezesem oraz skarbnikiem współzałożonego przez niego Towarzystwa Zaliczkowego w Grybowie (którego tradycje do dziś kontynuuje Bank Spółdzielczy w Grybowie), w 1879 roku radnym Grybowa. Z jego inicjatywy powstał w miasteczku dom opieki dla starców i ludzi niedołężnych. Zmarł po długiej chorobie serca i został pochowany na cmentarzu w Grybowie. Kolejnymi właścicielami grybowskiej apteki byli Józef Kordecki oraz Józef Hodbod.
3 sierpnia 1963 roku, w 100. rocznicę powstania styczniowego, z inicjatywy dyrektora krakowskiego Muzeum Farmacji, dr Stanisława Pronia, nadano aptece w Grybowie imię jej założyciela, Karola Tuszyńskiego, wmurowując jednocześnie w elewację współczesnego budynku apteki stosowną tablicę pamiątkową.